# Fortaleza de Nossa Senhora dos Milagres de Jafanapatão

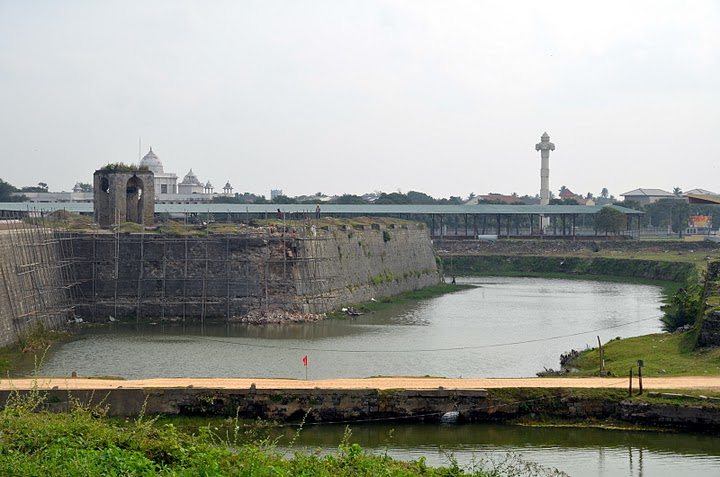
Forte de Jaffna, Sri Lanka: baluarte e fosso.

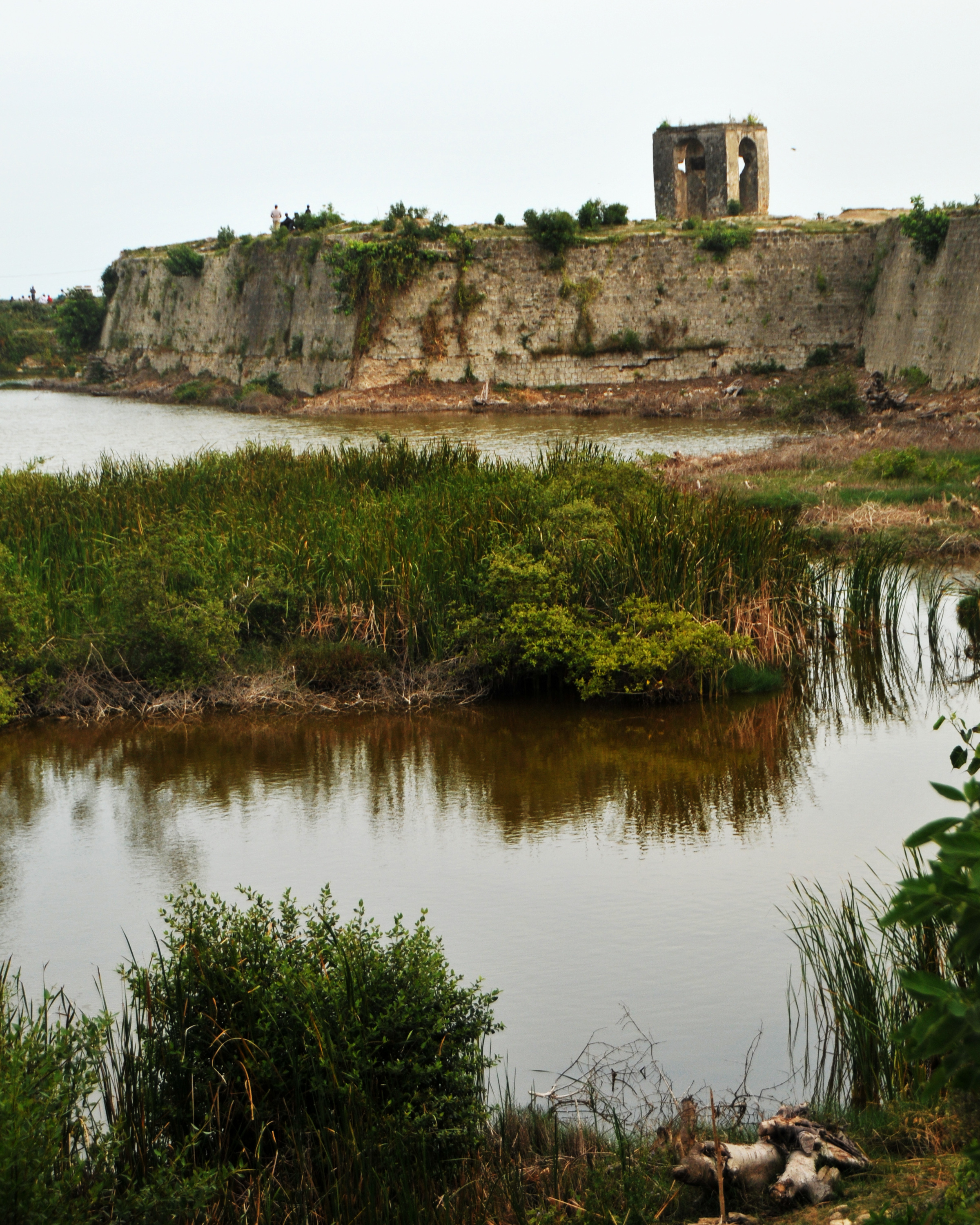
Forte de Jaffna.

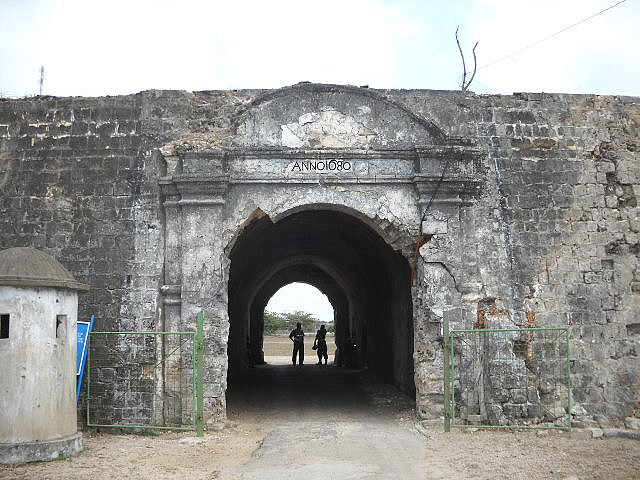
Forte de Jaffna: Portão de Armas.

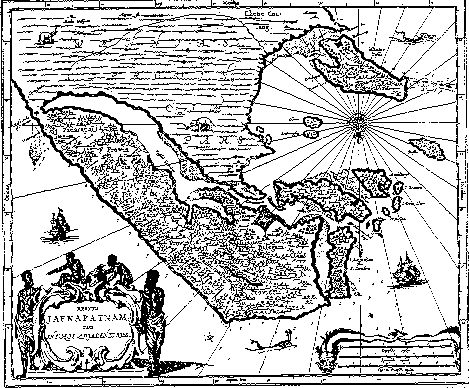
Mapa de Jafnapatnam (1672).

A Fortaleza de Nossa Senhora dos Milagres de Jafanapatão, também referida como Fortaleza de Jafanapatão e hoje conhecida como Forte de Jaffna, localiza-se na atual Jaffna, no Sri Lanka. Revestiu-se de importância estratégica por se encontrar na península de Jaffna, sobre o estreito de Palk, que separa o Sri Lanka da Índia.

## História
A presença portuguesa em Jaffna remonta a 1543 quando o soberano local, Cankili I, sequestrou alguns portugueses que haviam naufragado naquela costa e, em seguida, começou a perseguir os seus súbditos na vizinha ilha de Mannar, cristãos recentemente convertidos por São Francisco Xavier. Estes pertenciam a uma casta inferior de pescadores, dedicando-se à apanha de pérolas, item cobiçado pelos comerciantes muçulmanos de Calicute que com frequência lhes roubavam as capturas. A conversão havia lhes dado o estatuto de súbditos portugueses e a esperança de proteção militar. A resposta portuguesa só teria lugar em 1558 quando D. Constantino de Bragança capturou Jaffna, obrigando Sankili ao exílio em Trincomalee. Para a sua defesa ergueram uma fortificação sob a invocação de Nossa Senhora dos Milagres.
Em 1570 os interesses portugueses conduziram Periyapulle ao trono. Este veio a ser derrubado em 1582 pelo filho de Cankili I, Puviraja Pandaram, que iniciou uma política anti-portuguesa, aliando-se ao Samorim de Calicute e atacando Mannar, sem sucesso.
Em 1591 forças portuguesas marcharam sobre Jaffna, derrubando o soberano e substituindo-o por Ethirimana Cinkam, que reinou até à data em que faleceu, 1617. A regência foi entregue a Arasakesari e existiam três pretendentes à sucessão: a filha do soberano, um grupo de mudaliares, pró-portugueses, e Cankili II, sobrinho do falecido. Este último promoveu um golpe e um massacre palaciano que o conduziram ao poder sob o nome Segarasasekaran VIII (1617-1619). Para consolidá-lo, solicitou o reconhecimento português em Colombo. Sem resposta, e defrontando-se internamente com oposição mudaliar pró-portuguesa, o novo soberano pediu auxílio militar a corsários naiaques de Thanjavur, e permitiu a corsários do Malabar que utilizassem uma base em Neduntivu, o que constituía uma ameaça à navegação portuguesa através do estreito de Palk.
Em resposta, em junho de 1619, uma força combinada portuguesa foi enviada contra Jaffna. As forças navais foram derrotadas pelos corsários do Malabar. As de terra, entretanto, constituídas por 5000 homens sob o comando de Filipe de Oliveira, derrotaram as de Jaffna, capturando o soberano e conduzindo-o a Goa, onde foi executado na forca. Os membros diretos da família real que sobreviveram, foram deportados para Goa, tendo diversos sido encorajados (e mesmo forçados) a ingressarem como monges e freiras em diversas ordens religiosas, como medida de prevenção de futuras pretensões ao trono daquele reino. Com a execução de Segarasasekaran VIII, a linha dos reis Aryacakravarti que tinha governado o reino de Jaffna durante mais de três séculos, extinguiu-se e os portugueses passaram a assumir diretamente o governo.
À época, Filipe de Oliveira descreveu os habitantes de Jaffna como "pacíficos e fracos" e um seu oficial superior, Lançarote de Freitas, como "sossegados, calmos e sem experiência militar".
Nas décadas seguintes, registaram-se três rebeliões contra o domínio português, sendo duas lideradas por Migapulle Arachchi. Durante esse período, os portugueses destruíram todos os templos Hindu e a biblioteca Saraswathy Mahal em Nallur, repositório real para toda a produção literária do reino. Por força dos excessivos impostos a população diminuiu e muitos habitantes mudaram-se para Ramanathapuram, na Índia, e para os distritos de Vanni mais ao sul. O comércio exterior do antigo reino teve um impacto negativo, ainda que os elefantes, principal item da pauta de exportações de Jaffna, fossem negociados por salitre com diversos reinos na Índia e enviados para Lisboa. O declínio no comércio dificultou o pagamento das importações essenciais, que se reduziram significativamente ou cessaram. De acordo com o manuscrito do jesuíta frei Fernão de Queiroz (Goa, 1688), principal fonte sobre a presença portuguesa no Sri Lanka à época, o povo de Jaffna foi "reduzido à miséria extrema" durante a era colonial portuguesa.
Em 22 de junho de 1658 forças neerlandesas, sob o comando de Rijckloff van Goens conquistaram Jaffna sem resistência. A fortificação foi então reforçada e aumentada.
Posteriormente, em 1795 a cidade foi conquistada pelos britânicos, permanecendo na sua posse até 1948.
Em função da guerra civil do Sri Lanka, o forte tem sido cenário de confrontos e cercos em diversas ocasiões. De 1986 a 1995 esteve sob controle do Tigres de Liberação do Tamil Eelam quando foi reconquistada pelo Exército do Sri-Lanka após um cerco de 50 dias durante a "Operação Riviresa". Atualmente encontra-se guarnecida por um destacamento do Exército do Sri Lanka que oferece acesso limitado a visitantes.
No interior da fortificação encontra-se a chamada "Casa da Rainha", o terrapleno, quartéis da polícia e diversos edifícios que remontam à época portuguesa.

## Características
A primitiva fortificação apresentava planta quadrangular, com 220 metros de lado, apresentando baluartes oitavados nos vértices.

## Ver também

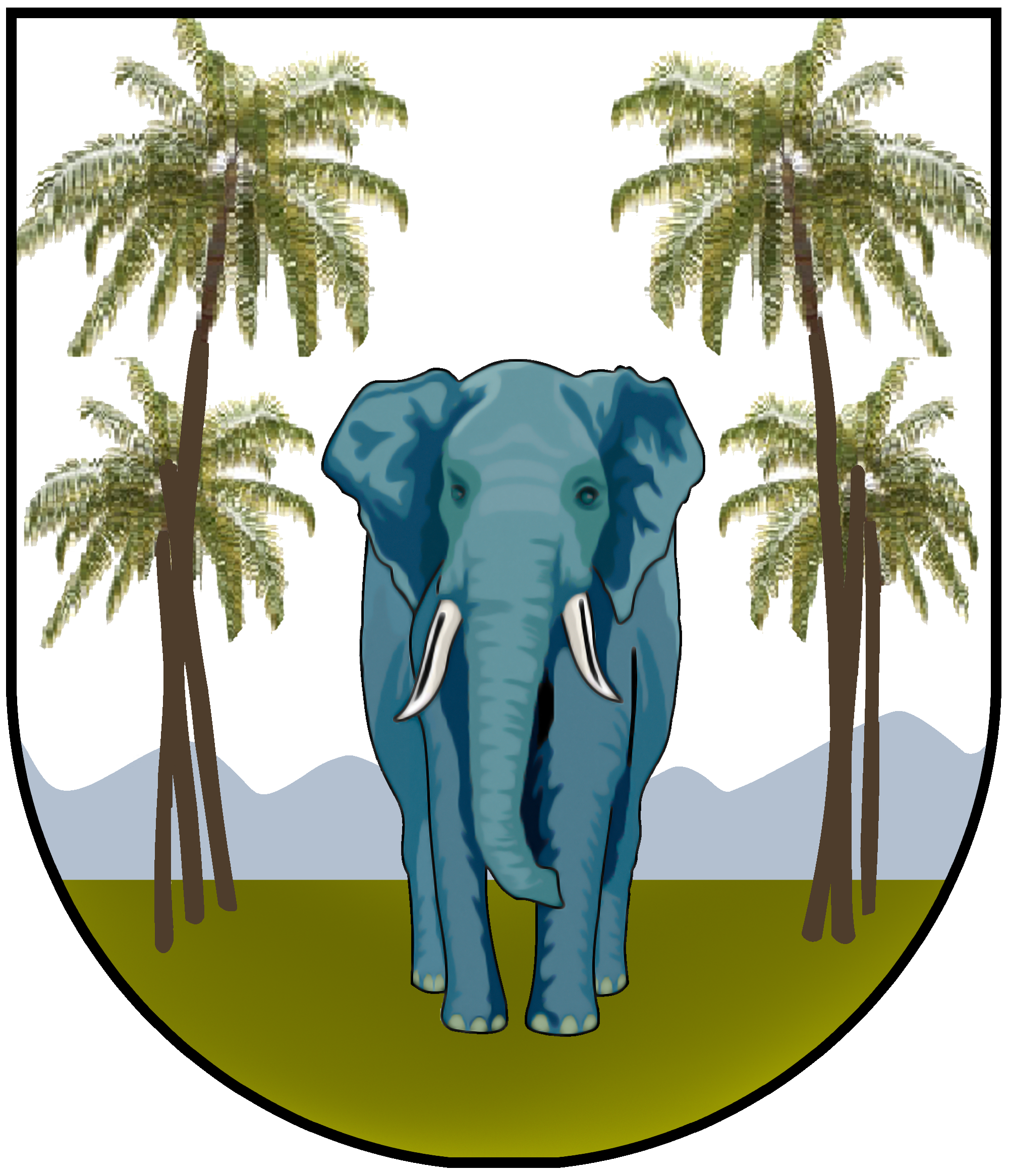
Brasão de Armas do Ceilão Português.